# 嶋田豪
嶋田 豪（しまだ つよし、1972年11月9日 - ）は、日本の元・俳優、プロデューサー、映画監督、アーティストプロデュース等。新潟県旧白根市出身。アイエス・フィールド代表取締役。

## 映像プロデュース作品
- アニと僕の夫婦喧嘩（2009年）- 企画・プロデューサー
- モノクロームの少女（2009年）- 企画・プロデューサー
- 月と嘘と殺人（2010年）- 企画・プロデューサー
- 昆虫探偵ヨシダヨシミ（2010年）- 企画・プロデューサー
- ハンドメイドエンジェル（2010年）- 企画・プロデューサー
- 武蔵野線の姉妹（2010年）- 企画・チーフプロデューサー
- ハードライフ 紫の青春 恋と喧嘩と特攻服（2011年） - 企画・プロデューサー
- 私の叔父さん（2012年）- 企画・プロデュース
- アノソラノアオ（2012年）- 企画・プロデューサー
- 武蔵野線の姉妹（2012年）- 企画・プロデューサー
- BLOODINESS（2012年）- 企画・プロデューサー
- 彗星の降る夜にーバイオサバイバル＠JKー（2012年）- 企画・プロデューサー
- お台場ラプソディー（2012年）- 企画・プロデューサー
- 再恋-サイレン-（2012年）- 企画・プロデューサー
- サヨナラの季節（2012年）- 企画・プロデューサー
- ユダ（2013年）- 企画・プロデューサー
- ばななとグローブとジンベエザメ（2013年） - 企画・プロデューサー
- TOKYOてやんでぃ 〜The StoryTeller's Apprentice〜（2013年）- 企画・プロデューサー
- 非金属の夜 nonmetal night（2013年）- 企画・プロデューサー
- 赤々煉恋（2013年）- 企画・プロデューサー
- 女の穴（2014年）- プロデューサー
- 思春期ごっこ（2014年）- プロデューサー
- ハニー・フラッパーズ（2014年）- 企画・プロデューサー
- 神戸在住（2015年）- プロデューサー
- W～二つの顔を持つ女たち～（2015年）- 企画・プロデューサー
- マンゴーと赤い車椅子（2015年）- 企画・プロデューサー
- クレヴァニ、愛のトンネル（2015年）- 企画・プロデューサー
- お江戸のキャンディー（2015年） - アソシエイト・プロデューサー
- ポセイドンの涙（2015年） - 企画・プロデューサー
- 十字架（2016年）- 企画・プロデューサー
- 浅草・筑波の喜久次郎～浅草六区を創った筑波人～（2016年）- プロデューサー
- 夢二　愛のとばしり（2016年）- プロデューサー
- ママ、ごはんまだ？（2017年）- プロデューサー
- 夢の続きをもう一度（2017年）- 企画・プロデューサー
- ...and LOVE（2017年）- 企画・プロデューサー
- 便利屋エレジー（2017年）- 企画・プロデューサー
- やまない雨はない（2017年）- 企画・プロデューサー
- インフォ・メン　獣の笑み、ゲスの涙（2017年）- 企画・プロデューサー
- ライカ（2018年）日露合作作品　- 企画・プロデューサー
- 映画 放課後戦記（2018年）- 企画・プロデューサー
- 可愛い悪魔（2018年）- 企画・プロデューサー
- ナニワノノア（2018年）- 企画・プロデューサー
- きばいやんせ!私（2019年3月9日、アイエス・フィールド） - 企画・プロデューサー
- 最果てリストランテ（2019年5月、アイエス・フィールド）- 企画・プロデューサー
- みとりし（2019年9月）- 企画・プロデューサー
- 彼女は夢で踊る（2019年7月15日、アイエス・フィールド）- アソシエイトプロデューサー
- 星屑の町（2020年）- 企画・プロデューサー
- 恋恋豆花（2020年）- 企画・プロデューサー
- オバカミーコ（2020年、ウェブドラマ ABEMA）- 企画・プロデューサー
- HARAJUKU 天使がくれた七日間（2020年）- 企画・プロデューサー
- 神田川のふたり（2022年）- プロデューサー

## テレビプロデュース作品
- やつらは多分宇宙人!（2010年）- 企画・プロデューサー
- 夢王　博多ステイハングリー シーズン2（2014年）- 企画・プロデューサー
- 〇〇温泉女子部（2015年、KYT）- 企画・プロデューサー
- 霊魔の街（2017年、テレビドラマ 新潟テレビ21）- プロデューサー
- グレーゾーン (2021年、宏洋 監督）- 協力プロデューサー

## 舞台プロデュース作品
- ミエタミエナイセカイ（2016年）- 企画
- 放課後戦記（2017年）- 企画
- 最果てリストランテ（2018年）初演～シリーズ - 企画・プロデューサー
- 命のバトン（2018年）初演～シリーズ - 企画・プロデューサー
- スリーアウト-プレイボール篇-（2018年）- 企画・プロデューサー
- Greif（2018年）初演～シリーズ - 企画・プロデューサー
- HARAJUKU 天使がくれた七日間（2019年）初演 - 企画・プロデューサー
- カーテンコール（2019年）- 企画
- 天使がいた三十日（2019年）初演 - 企画・プロデューサー
- 1999年の夏休み（2020年）初演～シリーズ - プロデューサー

## 映画作品
- グレーゾーン（2021年、大川宏洋監督）- 協力プロデューサー

## 監督作品
- 石ころたちの唄（2008年、自主映画）
- A SONG OF TREES（2007年、自主映画）

## 出演

### 映画
- 学校の怪談（1995年） - ヤンキー 役
- タオの月（1997年） - シマダ 役
- ガメラ3 邪神覚醒（1999年） - 航空総隊・コントローラーB 役
- 学校の怪談4（1999年） - 先生 役
- リング0 バースデイ（2000年） - 新聞社の同僚 役
- いちげんさん（2000年） - マスター 役
- アナザヘヴン（2000年） - 捜査一課刑事 役
- 世にも奇妙な物語 映画の特別編（2000年） - オペレーター 役
- Dolls（2002年） - コンビニ店長 役
- 座頭市（2003年）
- 精霊流し（2003年）
- 草の乱（2004年） - 野村警部補 役
- 日本以外全部沈没（2006年） - 記者 役
- 犬神家の一族（2006年） - 若林久男 役
- やじきた道中 てれすこ（2007年） - 職人 役
- トリコン!!! triple complex（2008年）

### テレビドラマ
NHK
- 大河ドラマ
  - 徳川慶喜（1998年）- 甲冑の侍 役
  - 武蔵 MUSASHI（2003年）
- 連続テレビ小説
  - ちゅらさん（2001年）
  - こころ（2003年）
- 陽炎の辻〜居眠り磐音 江戸双紙〜（2007年）

日本テレビ
- 火曜サスペンス劇場
  - 「警視庁鑑識班」
    - 12「アホウドリと真人間の危うい友情 - チャット画面に点滅する孤独な現代人の危険信号」（2001年6月12日）- 野村弘幸 役
    - 17「高山祭に彫った形見のペンダントにこもる怨念 - 30年ぶりの再会がもたらす復讐の毒牙」（2004年6月8日）
    - 19「老女殺害の秘密を握るラーメン好きの車椅子少年 - 殺人犯の匂いを追い続ける警察犬と老刑事の執念の道」（2005年5月24日）

  - 「幸せの幻影」（2001年7月24日）
  - 「下町・銭湯騒動記」
    - 1「入浴料がわりにダイヤの指輪を預けた女ホームレスの死 - 時効が裂いた母子愛」（2002年10月22日）- 刑事 役
    - 2「35年ぶりに再会の初恋の同級生に妻殺しの容疑 - 息子の似顔絵に託す父の遺言状」（2003年4月8日）- 刑事 役
    - 3「轢き逃げの罠に怯える二人の母親 - 10年前の悪夢と同じペガサス絵に復讐の炎、（2003年10月21日）
    - 4「放火して逃げた少女の17年の遺恨が招く撲殺体 - 凍る殺意に染みる湯の温もり」（2004年2月17日）
    - 5「浅草美女の湯殺人事件」（DRAMA COMPLEX・2005年12月13日）

  - 「父と娘の真実」（2002年12月3日）
  - 「温かな指輪」（2004年10月5日）
- 警視庁鑑識班2004（2004年）

TBS
- 月曜ミステリー劇場
  - 「十津川警部シリーズ28 陸中海岸殺意の旅」（2003年3月24日）
- ウルトラシリーズ
  - ウルトラマンメビウス（2007年）
  - ULTRASEVEN X（2007年）

フジテレビ
- 学校の怪談 春の物の怪スペシャル（2001年）
- ウソコイ（2001年）
- 今週、妻が浮気します（2007年）

テレビ朝日
- アナザヘヴン〜eclipse〜（2000年）
- 土曜ワイド劇場
  - 相棒preseason3「大学病院助教授、墜落殺人事件!」（2001年11月10日）- 医師 役
  - 「事件第11作 逆転法廷!姉を殺した男が無罪?OL放火殺人と刑事殺し 完全犯罪の赤い封印」（2004年2月28日）
  - 「法律事務所1 自白の風景」（2006年8月12日）- 滝川実と滝川待子の息子・パン屋の滝川稔 役
  - 「犯罪被害者相談室 〜癒しの事件簿〜」（2007年）
  - 「100の資格を持つ女〜ふたりのバツイチ殺人捜査〜2」（2009年）- 清水刑事 役
- 富豪刑事（2004年）
- 忍風戦隊ハリケンジャー 第14話（2002年）- 警官 役
- 相棒
  - season1 第2話「教授夫人とその愛人」（2002年10月16日）- 警官 役
  - season2
    - 第1話「ロンドンからの帰還〜ベラドンナの赤い罠」（2003年10月8日）- 刑事 役
    - 第13話「神隠し」（2004年1月21日）- 刑事 役

  - season3 第9話（第8話）「潜入捜査〜私の彼を探して!」（2005年1月5日）- 刑事 役
  - season4 第3話「黒衣の花嫁」（2005年10月26日）- テクノ精機 社長・海老原元章（内田裕也）のゼミ仲間・古井太一 役
  - season5 最終回スペシャル「サザンカの咲く頃」（2007年3月14日）- 浅尾巡査 役
- 仮面ライダー響鬼（2005年）

テレビ東京
- 水曜ミステリー9
  - 「鉄道警察官・清村公三郎2 瀬戸内海を渡る殺意」（2006年）- ミステリー作家・水木日奈子（池上季実子）のマネージャー・及川勇太 役
- トミカヒーロー レスキューフォース（2008年）- 執事（サーン）役